# 癿加思兰
癿加思兰（拟音为“伯克·阿尔斯兰”，維吾爾語：بەگ ئارسلان‎ ，又作伯克埒逊、伯革赞，？—1479年），15世纪（明朝中叶）蒙古西部乜克力部（按《蒙古黄金史》是畏兀儿的近族）首领，亦思马勒的族兄。
他早年在吐鲁番地区居住，天顺年间，转到巴儿思渴（今新疆巴里坤）。成化初年，带领亦思马勒率部自哈密以北东迁。1470年，癿加思兰游牧在河套，成为永谢布部的领主。1475年，把女儿嫁给了满都鲁，拥立满都鲁为可汗，自称太师。部众增加到数万，他又娶满都鲁和满都海哈屯所生的长女博罗克沁公主，他和大汗互为翁婿，多次侵犯明朝边境。1479年，癿加思兰被亦思马勒联合脱罗干（火筛的父亲）等人杀死。